# Jan Scharp
Jan Scharp (Den Haag, 1 augustus 1756 - Rotterdam, 2 maart 1828) was een Nederlands theoloog, predikant en dichter.
Jan Scharp was leerling van de Latijnse school in 's-Gravenhage. Hierna studeerde hij theologie Universiteit Leiden in Leiden. Hij werd predikant in het Zeeuwse Sint-Annaland (1778-1780), waar hij in 1779 de Psalmberijming van 1773 invoerde. In 1780 werd hij predikant te Axel en vandaar ging hij in 1788 naar Noordwijk-Binnen. Een jaar later werd Scharp predikant in Rotterdam. Hij bleef daar predikant tot 1795, toen hij ontslagen werd omdat hij, fel Oranjegezind als hij was, weigerde de eed op de Bataafse Republiek af te leggen. In 1798 ging Scharp werken als predikant onder de uitgeweken Oranjegezinde in Loga bij Leer in Oost-Friesland. In 1799 promoveerde hij tot doctor in de theologie aan de Pruisische Universiteit van Duisburg. In 1800 keerde hij als predikant terug in Rotterdam. Jan Scharp werd in 1816 benoemd tot ridder in de Orde van de Nederlandse Leeuw. Hij ging op 1 januari 1826 met emeritaat. Hij werd na zijn overlijden in 1828 begraven in de Laurenskerk in Rotterdam.
Scharp was een begaafd en populair prediker, van wie veel gelegenheidspreken zijn uitgegeven. Hij leverde kunststukjes als een kerkdienst die volledig op rijm was gezet en hij vertaalde een preek uit het Duits, waarin de letter 'r' niet voorkwam. Meer inhoudelijk was zijn inzet voor de verdediging van het christelijk geloof tegen met name het deïsme, zoals blijkt uit zijn Godgeleerd-historische verhandeling uit 1793 en zijn proefschrift uit 1799. Daarnaast was Scharp betrokken bij het Nederlandsch Zendeling Genootschap.
Behalve predikant was Scharp ook dichter van 9 liederen in de bundel Evangelische Gezangen uit 1807, bij de samenstelling waarvan hij betrokken was. Het gezang Alle roem is uitgesloten heeft als enige de toets des tijds doorstaan en is als lied 451 opgenomen in het Liedboek voor de Kerken. Als historicus ontpopte hij zich door de publicatie van een driedelige Geschiedenis en costumen van Axel (1787-1788) en een werk uit 1806 over het ambtsgewaad van de predikanten, Oudheid- en geschiedkundige verhandeling over de beffen en halskragen inzonderheid der kerkelijken.
In 1809 ondernam Jan Scharp een recreatieve en culturele reis, samen met zijn (tweede) vrouw, dochter en nichtje (van zijn vrouw), die drie maanden duurde. Over deze tocht langs Den Haag, Leiden, Utrecht, Maastricht, Spa en Aken (en andere plaatsen) hield hij achttien voordrachten voor het literair genootschap "Verscheidenheid en Overeenstemming" in Rotterdam, waarvan hij voorzitter was.

## Trivia
- De herinnering aan Jan Scharp wordt in Rotterdam levend gehouden door een straat die naar hem genoemd is, de Ds. Jan Scharpstraat. Het is de straat waaraan de Markthal is gelegen. Ook in Axel en Tilburg zijn straten naar hem genoemd.

- Biografisch Portaal: 07543271
- Digitale Bibliotheek voor de Nederlandse Letteren: scha040
- Gemeinsame Normdatei: 189412046
- International Standard Name Identifier: 0000 0000 4298 298X
- Library of Congress Control Number: n94029334
- Nederlandse Thesaurus van Auteursnamen: 069975493
- Virtual International Authority File: 18908035
- WorldCat: E39PBJkp3xKgJJWJpFvRwD3bBP